# توماش ستانكيفيتش
توماش ستانكيفيتش (بالبولندية: Tomasz Stankiewicz) مواليد 28 ديسمبر 1902 في وارسو، الإمبراطورية الروسية - الوفاة 21 يونيو 1940 في بولندا، كان دراج بولندي. سبق أن شارك في دورة الألعاب الأولمبية الصيفية وفاز بميدالية أولمبية.

## الميداليات
| الميدالية | المسابقة                       |
| --------- | ------------------------------ |
| فضية      | الألعاب الأولمبية الصيفية 1924 |

## روابط خارجية
- توماش ستانكيفيتش على موقع أرشيف الدراجات (الإنجليزية)
- توماش ستانكيفيتش على موقع أوليمبيديا (الإنجليزية)
- توماش ستانكيفيتش على موقع اللجنة الأولمبية البولندية (مؤرشف) (البولندية)
- profile